# Museo civico archeologico di Jesi e del territorio
Il Museo civico archeologico di Jesi e del territorio di Jesi (AN) ha sede nelle scuderie di Palazzo Pianetti.

## Storia
L'istituzione culturale è nata nel 1785 quando Mons. Cappellari, allora governatore di Jesi, consegnò al Comune delle sculture romane che aveva rinvenuto nel Complesso di San Floriano.
Dal 1867 ai primi anni '90 del XX secolo la collezione, arricchita di altri reperti, fu collocata a Palazzo della Signoria in Piazza Colocci. Venne spostata a Palazzo Pianetti e poi nel complesso di San Floriano nel 2003.
Nel dicembre del 2017 la collezione è definitivamente collocata nelle scuderie di Palazzo Pianetti.

## Collezioni
I reperti vengono presentati secondo un ordinamento cronologico in tre sezioni, riservate rispettivamente alla preistoria, protostoria (civiltà picena) ed età romana. Tra i reperti più interessanti il lapis aesinensis, documento epigrafico con preziose informazioni sulla viabilità nell'Italia centrale, e l'importante complesso di statue e ritratti di età giulio-claudia fra cui si segnalano i busti di Augusto e di Tiberio unitamente alla statua di Agathè Tyche (Buona Fortuna).

### Paleolitico

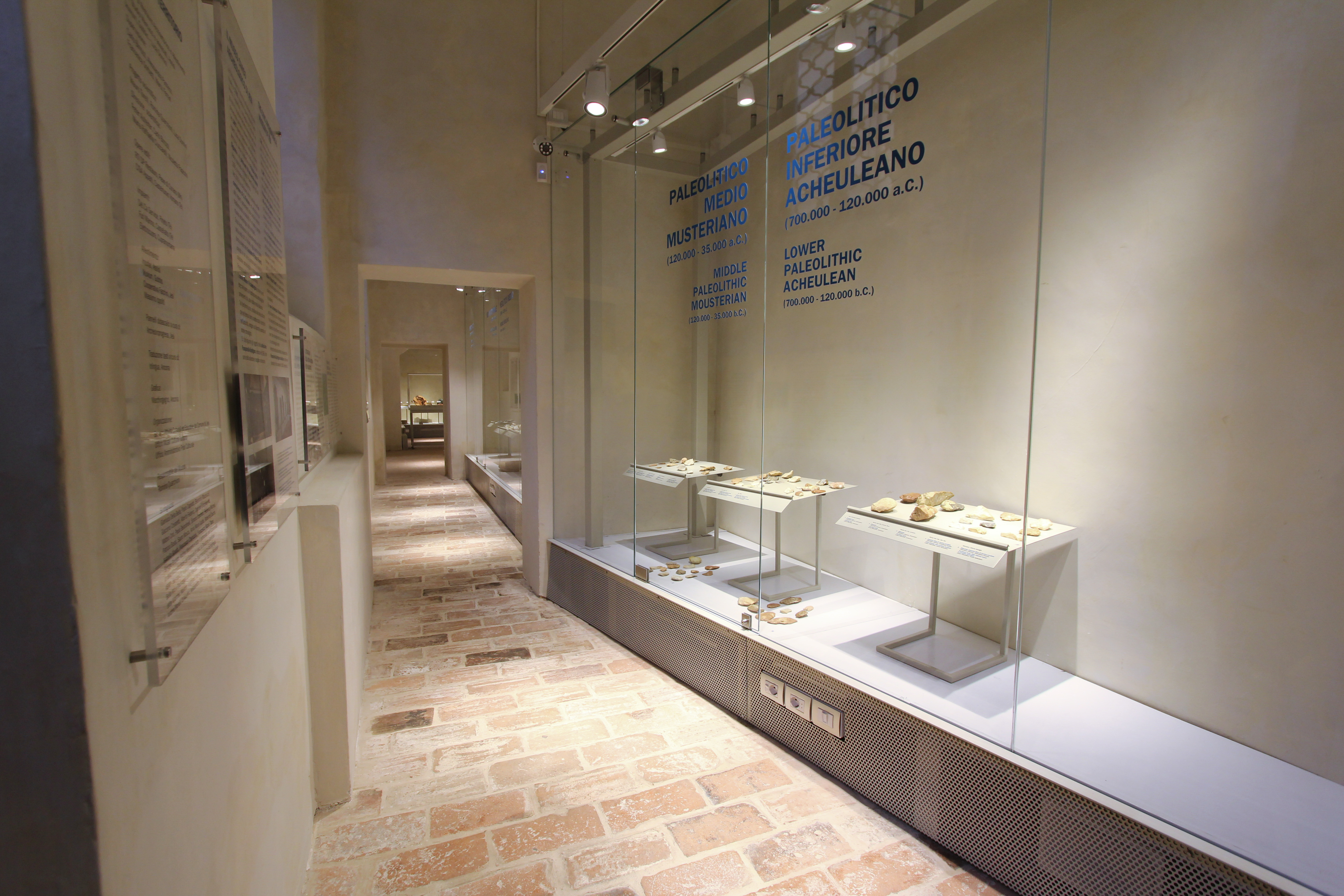
Ingresso del Museo consentente la sezione del Paleolitico

Nel territorio della Media Vallesina sono stati rinvenuti reperti che certificano la presenza di industrie litiche tra il Paleolitico Inferiore e il Paleolitico medio. Questo territorio attraversato dal fiume Esino costituiva un'importante via di comunicazione tra la zona appenninica e la costa adriatica. Qui, a partire dal Paleolitico Inferiore si insediarono gruppi di cacciatori e raccoglitori. La presenza di cacciatori nella zona risale ad un periodo compreso tra 400.000 e 130.000 anni fa. Sono infatti stati rinvenuti, tra le cittadine di Monte San Vito e di Jesi dei ciottoli scheggiati e dei bifacciali. Il ritrovamento di strumenti di caccia di più pregevole fattura certifica la presenza di industrie litiche in un periodo compreso tra 130.000 e 120.000 anni fa, riconducibili all'Acheuleano recente. Tra Jesi e Monsano gli studiosi hanno certificato la presenza di industrie litiche di tecnica Levallois prive di bifacciali, attive presumibilmente 120.000-80.000 anni fa.

### Neolitico

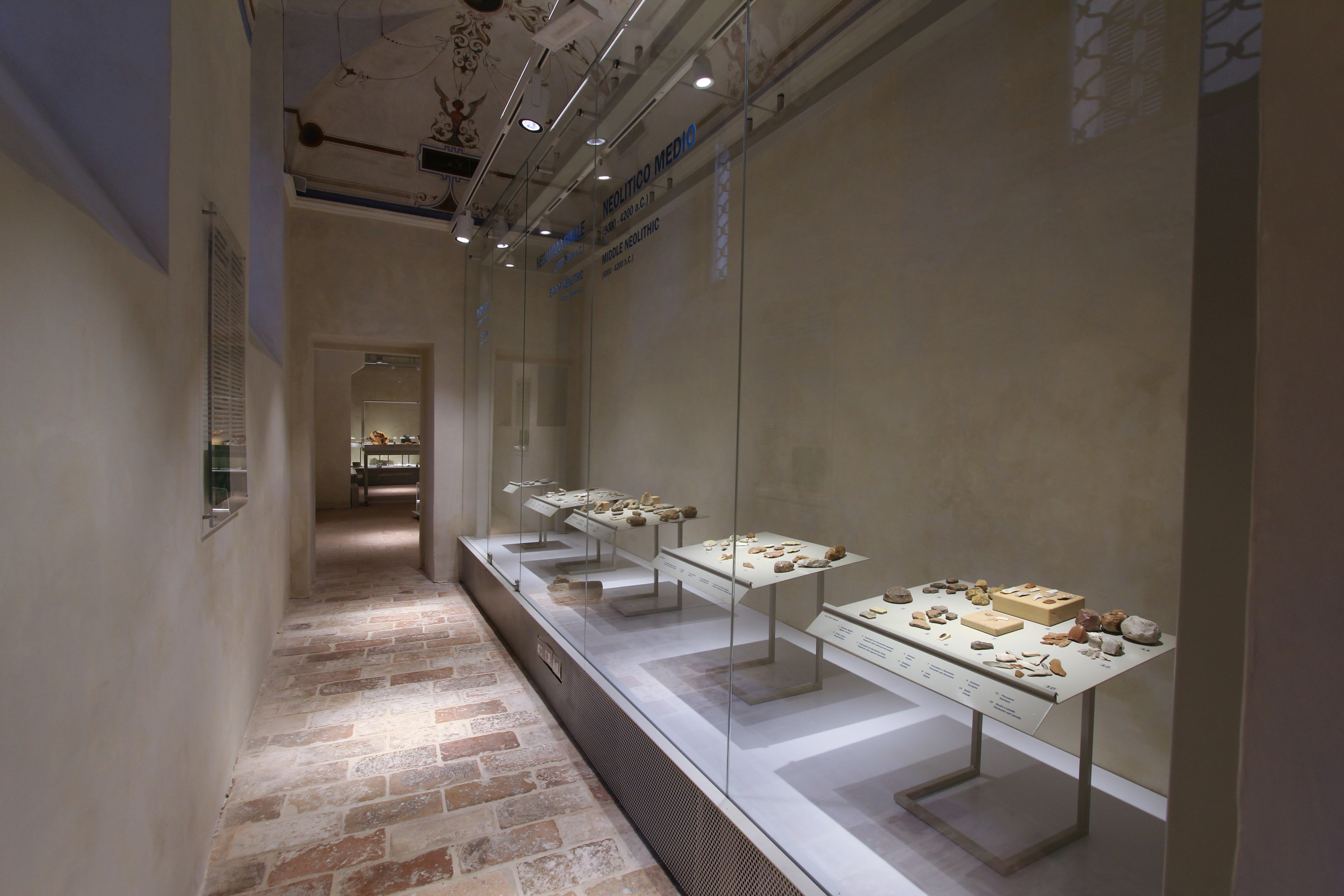
Corridoio del Museo contenente la sezione del Neolitico

L'avvento dell'agricoltura e dell'allevamento, introdotte in Italia dall'Oriente 7.500 anni fa, segnò una tappa fondamentale nel cammino dell'umanità e diede il via alla costruzione di villaggi. Tra questi gli studiosi hanno riconosciuto Monte Cappone, Coppetella e Castel Rosino. Nei villaggi sopra citati venivano praticate la tessitura, la filatura, la lavorazione della selce, l'allevamento e l'agricoltura, che sfruttava la fertilità dei terreni vicini ai fiumi. Risale all'Eneolitico la prima testimonianza di un insediamento jesino. Negli scavi di Palazzo Mestica, infatti, sono stati rinvenuti dei frammenti ceramici prodotti nella metà del quarto millennio.

### Primo Millennio
La media Vallesina è abitata da popolazioni picene che raggiungono un buon livello di benessere grazie al controllo del fiume Esino e allo sfruttamento delle risorse naturali. Tali popolazioni si concentrano tra 800 e 300 a.C. attorno agli attuali centri di Pianello di Castel bellino e Monteroberto. La presenza dei Piceni è attestati dal ritrovamento di alcuni manufatti nei territori di Mergo e Monsano. Nelle zone di San Vittore di Cingoli, Staffolo, Maiolati Spontini, Jesi e Castelbellino sono state rinvenute sculture votive, dedicate tra gli altri alla dea Cupra. Alcuni culti risultano mutuati dalla tradizione etrusca (si veda l'Ercole di Pantiere). Le popolazioni picene che abitarono questi territori erano suddivise in comunità di tipo non urbano e questo tipo di organizzazione comporta l'assenza di una cultura comune condivisa. Uomo e donna hanno una sostanziale parità, in particolare nell'accesso a cariche religiose e politiche. Nello specifico all'uomo è riconosciuto il valore militare, mentre alla donna quello di garante della comunità familiare.

### Epoca romana

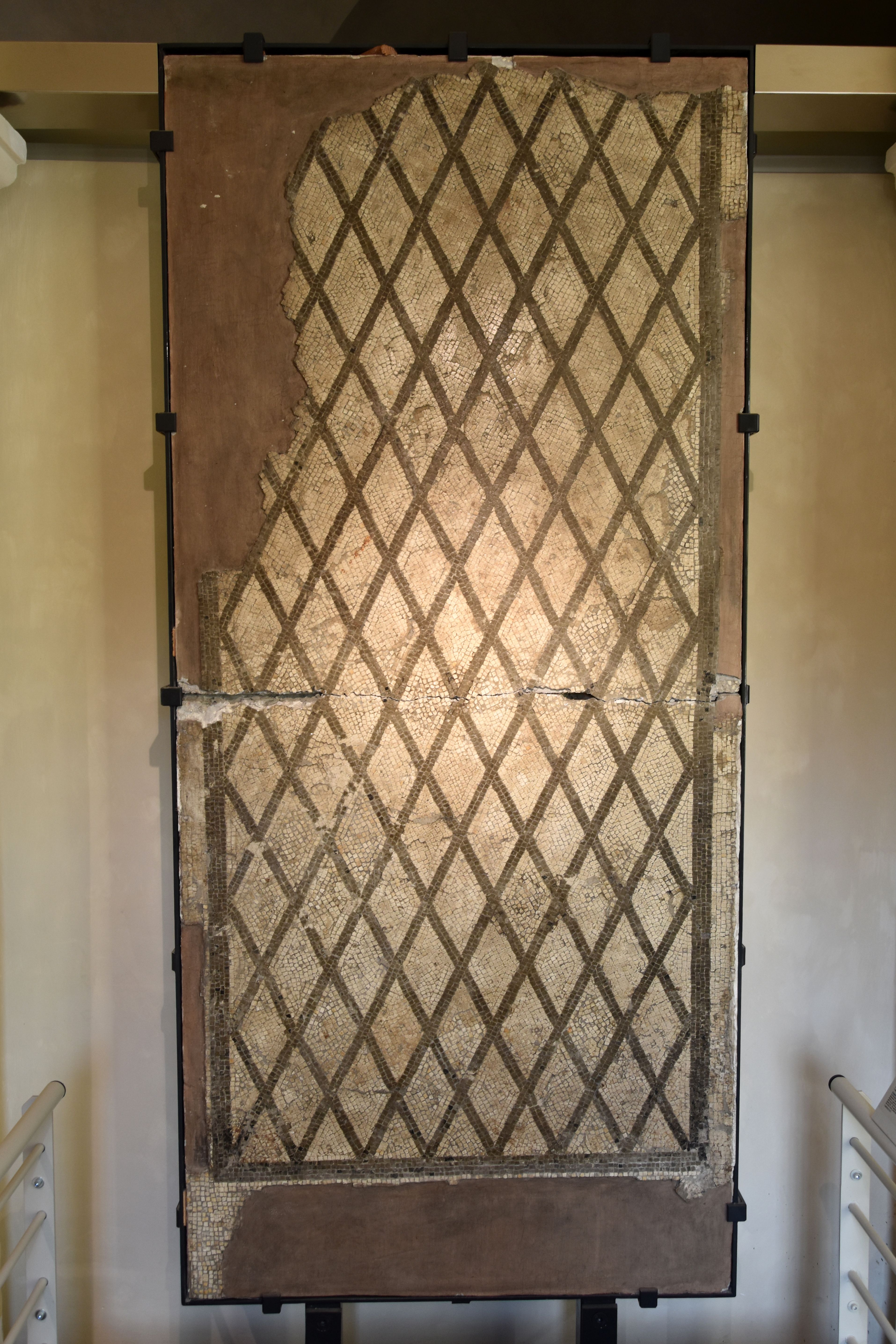
Il mosaico del I secolo a.C.

La conquista romana viene sancita con la vittoria ottenuta nella Battaglia del Sentino, del 296 a.C. La prima colonia viene costituita nel terzo secolo e prende il nome di Aesis. Proprio da questa colonia provengono numerosi esempi di scultura colta e con funzione pubblica. Tra queste il complesso onorario rinvenuto nella zona del convento di San Floriano nel '700, costituito di statue acefale femminili e togate, oltre a ritratti di Augusto, Tiberio e Caligola. Tra gli altri reperti rinvenuti ci sono iscrizioni funerarie ed onorarie, realizzate tra il primo secolo a.C. e il terzo d.C; frammenti di statue, tra cui una della dea Fortuna e una testa di donna in marmo bianco lunense lavorata a tutto tondo. Il reperto, che ritrae una donna di età matura, è stato rinvenuto fortuitamente nella zona di San Vittore di Cingoli, ed è databile alla fine del secolo I a.C. in età tardo repubblicana. La scultura presenta alcune lesioni, più o meno vistose, sono comunque riconoscibili il tratto severo del volto, gli occhi a mandorla evidenziati da borse vistose, le gote rilassate marcate da duri solchi nasolabiali. Gli angoli laterali della bocca tendono a scendere e le trecce che partono dal nodus sulla fronte si riuniscono sulla nuca in una stretta crocchia. Inoltre è presente un mosaico, di forma rettangolare, con le dimensioni di 120 cm. di altezza e 263 di lunghezza, ritrovato casualmente nel 1960 presso il vicolo delle Terme a Jesi. Questo mosaico risale all'epoca romana del I secolo a.C. ed è composto da motivi geometrici a rombi neri su fondo bianco; molto probabilmente apparteneva ad una domus privata.

#### I signacula ex aere della regio VI adriatica

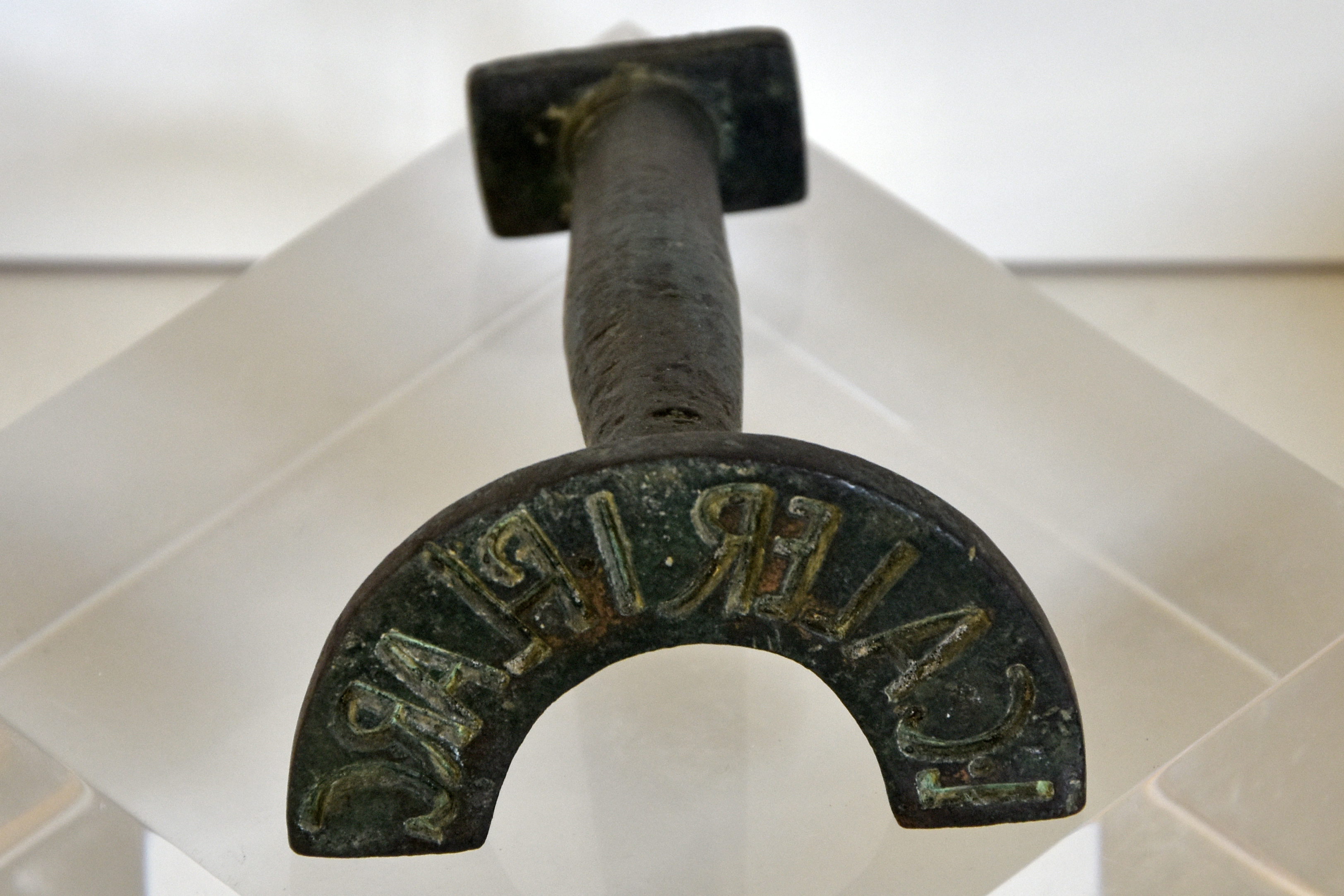
Un signaculum

Il signaculum di Aesis è un timbro di bronzo con il manico di forma quasi cilindrica che termina con una placca rettangolare, dove si trova un caduceus alato; il timbro vero e proprio è di forma semicircolare su cui è stato inciso il nome del proprietario del signaculum: L GALERI PHILARG (Luci Galeri Philagyri). Si presume che la persona citata dalla lamina appartenga a una gens senatoria di origini riminese (Ariminum). Il praenomen non comune nel ramo di questa gens può indicare che risalga a una datazione alta, mentre il cognomen di origine greca potrebbe voler dire che fosse di origine libertina, dunque liberato dalla Gens Galeria e poi coinvolto nella gestione della fabbrica. È stato rinvenuto nella località Montegranale dove sono stati ritrovati anche dei resti d’impianti di cottura per produrre i laterizi da costruzione. 

## Gruppo scultoreo di prima età imperiale

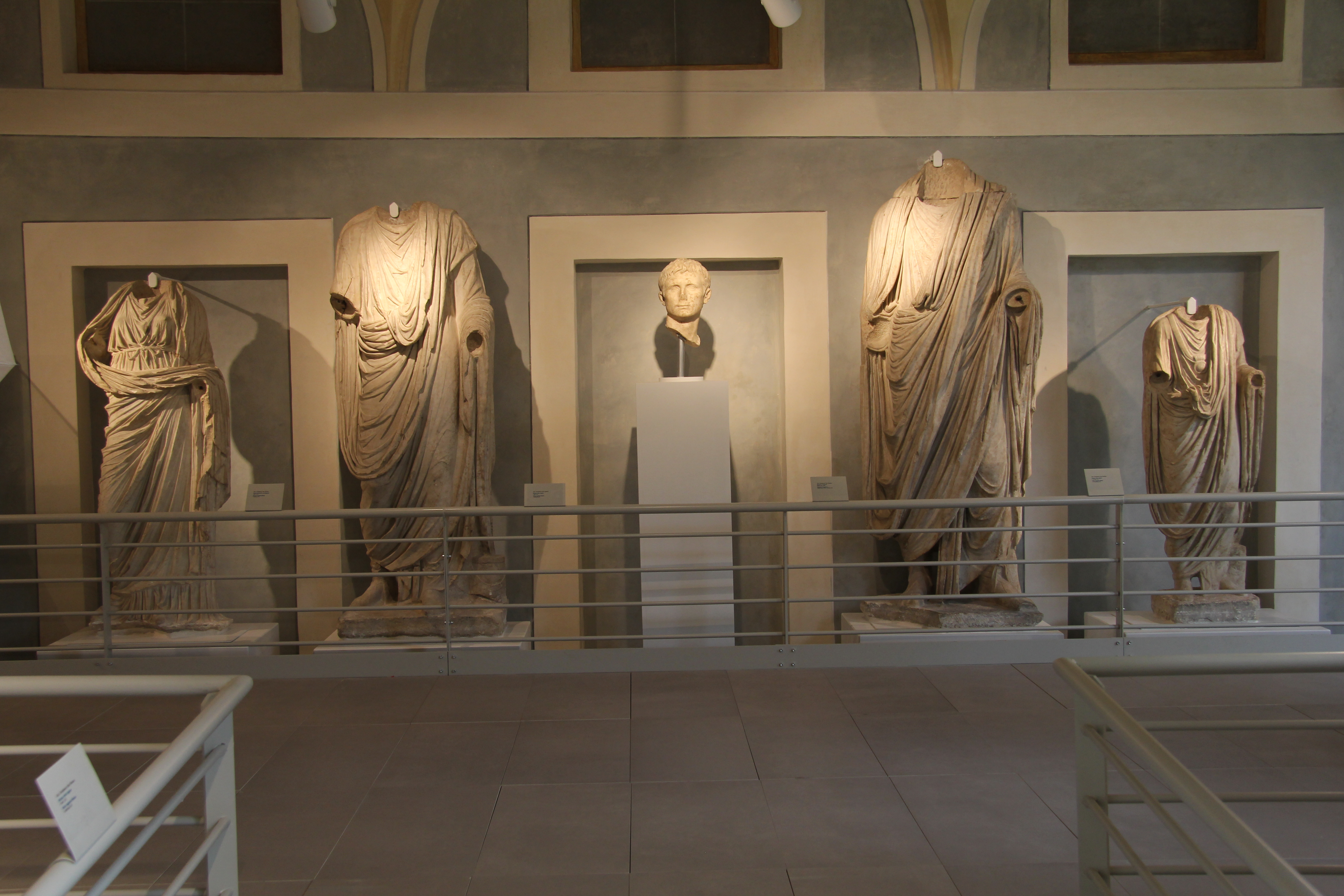
Gruppo scultoreo romano di prima età imperiale rinvenuto a Jesi

Il Museo archeologico espone un gruppo scultoreo i cui reperti risalgono alla prima età imperiale, dal tardo periodo augusteo all'età flavia (e forse anche a quella adrianea). Esso fu ritrovato una prima volta nel 1559 nella zona dell'antico foro romano (attuale piazza Federico II), nel cortile dell'allora chiesa di San Floriano durante dei lavori di restauro, ma le autorità dell'epoca decisero di lasciare in situ i preziosi reperti. Il convento francescano di San Floriano è stato per molti secoli la più importante chiesa di Jesi ed oggi è stato trasformato in una istituzione culturale, al cui interno risiede, tra l'altro, il Teatro studio intitolato all'attrice Valeria Moriconi, originaria di Jesi.
Un secondo ritrovamento dei medesimi reperti avviene nel 1784, di nuovo durante lo svolgimento di importanti lavori di rifacimento che coinvolgono il cortile del convento. In questo caso il Gonfaloniere ed i priori di Jesi, d'accordo con le autorità pontificie, incaricano i nobili locali Niccolò Guglielmi Balleani ed Antonio Grizi di garantire e curare il ritrovamento. L'archeologo Ennio Quirino Visconti opera un primo riconoscimento del gruppo scultoreo, identificando i ritratti; è probabile che la struttura circolare nella quale vengono ritrovati i reperti appartenga alle antiche terme cittadine, oggi comunemente nota come "la cisterna".
Si ritiene che la produzione delle statue sia avvenuta ad opera di maestranze locali; nel caso delle statue, la perdita delle parti fisiognomiche e la sostanziale uniformità della realizzazione artistica non permettono attribuzioni particolari.

### Ritratto di Augusto

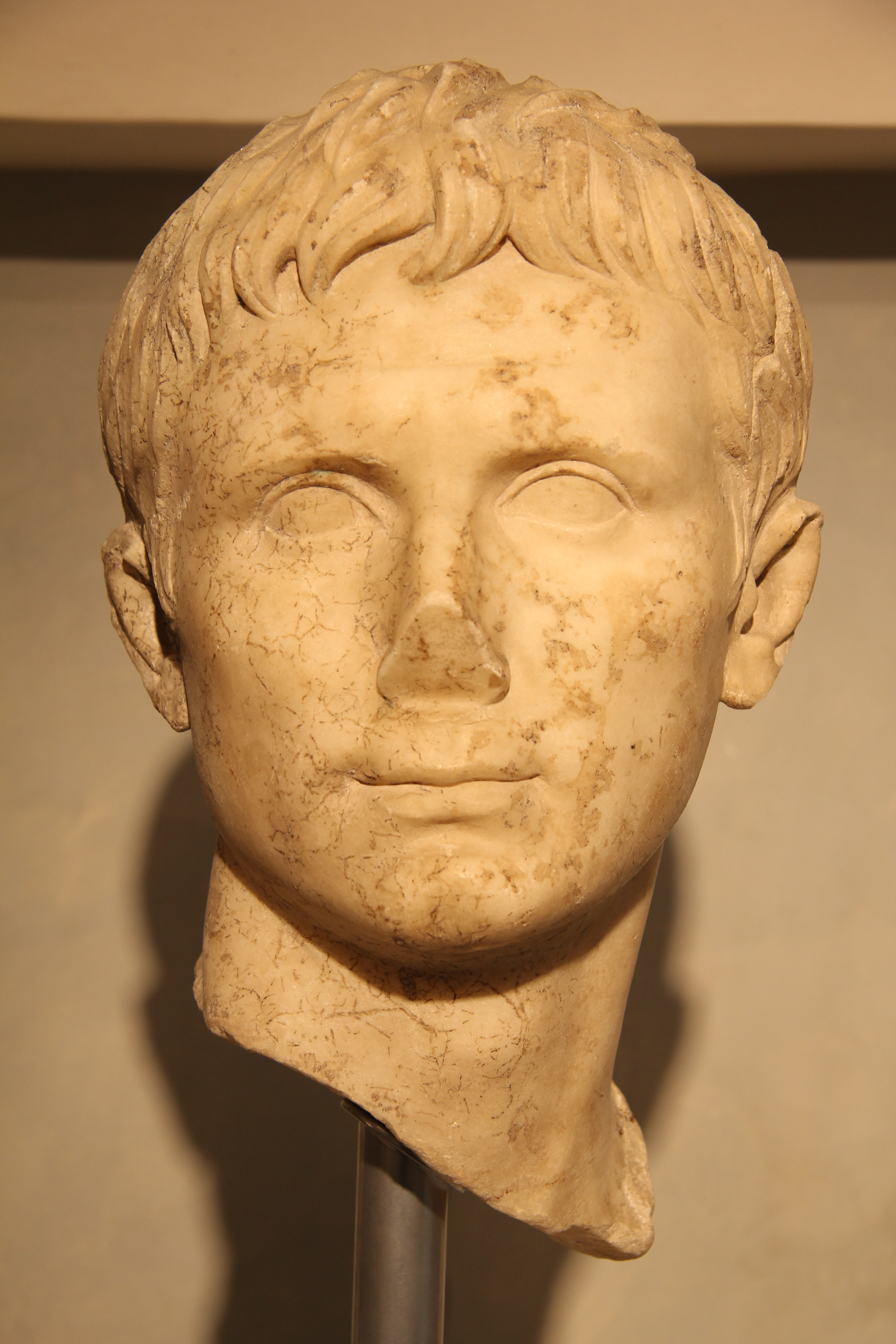
Testa dell'imperatore Augusto appartenente ad una statua oggi perduta

L'attribuzione del viso all'imperatore Augusto è resa agevole dalla "ciocca a tenaglia" che si nota sulla fronte e che caratterizza l'iconografia del fondatore dell'impero. Il volto è raffigurato giovane, non tanto dal punto di vista cronologico, ma come esaltazione della sua atemporalità e della sua giovinezza perenne. Da notare il movimento del volto verso destra, la capigliatura più netta nella parte alta, gli zigomi pronunciati, la mascella regolare, la bocca sottile e l'incavo del mento, tratti che denotano la floridezza del personaggio e la sua splendida ieraticità; il volto ha subìto, come accade di frequente, un vistoso danno al naso.
La testa, che appare più rifinita nella parte anteriore e più abbozzata nella parte posteriore, era posta forse in visione frontale addossata ad una parete, con molta probabilità facente parte di un busto o di una statua (come testimonia il taglio netto alla base del collo), forse sul modello di Augusto loricato (cosiddetto di Prima Porta); la resa artistica la avvicina anche ad Augusto capite velato e alla statua conservata nel museo archeologico di Chiusi, databile alla prima età tiberiana.

### Ritratto di Tiberio

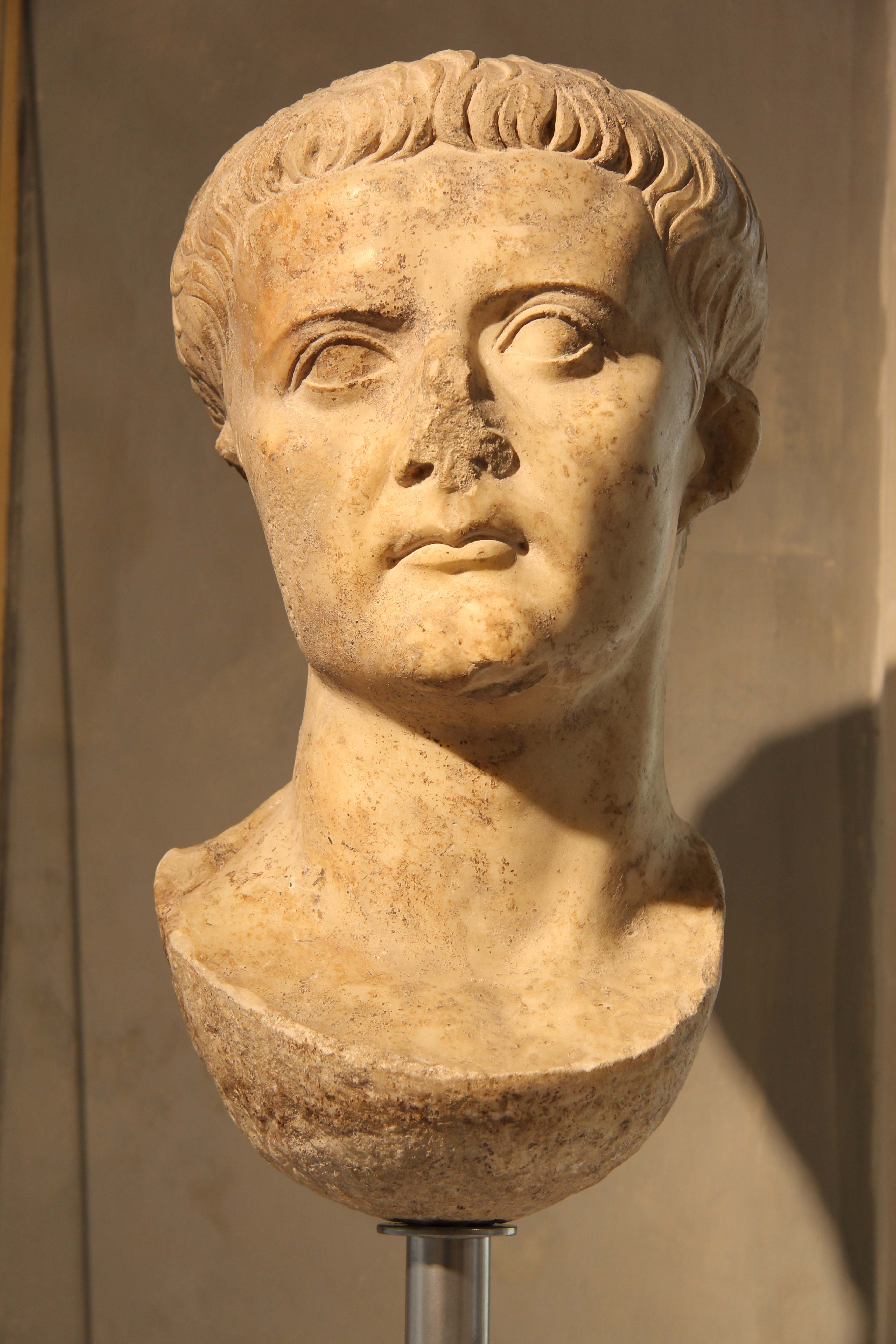
Testa dell'imperatore Tiberio appartenente ad una statua oggi perduta

Il ritratto, identificato in Tiberio, prodotto nella prima metà del I secolo d.C. è considerato di secondo tipo. Pur essendo numerose le sbrecciature sul padiglione auricolare destro e le piccole cadute di grana sulla guancia destra, presenta la più grande mutilazione nella punta del naso. La testa, pensata per un possibile inserimento in una statua o in un busto, include, oltre al collo, anche parte della spalla, di cui è ben descritta la muscolatura. Il volto è lievemente rivolto a destra, ha forma triangolare, il naso è aquilino e il labbro superiore è sporgente. Il cranio, molto dettagliato, ha forma geometrica. Sono queste le caratteristiche che rendono possibile l’identificazione con Tiberio. Per quanto riguarda i capelli sono lavorati simmetricamente a ciocche a virgola, attaccati al capo e terminano sulla fronte, disponendosi a forbice, mettendo questa in evidenza. Sul retro, le ciocche sono più lunghe e le basette, anch’esse riprendendo la forma a virgola, hanno la punta diretta in avanti.

### Ritratto di Caligola

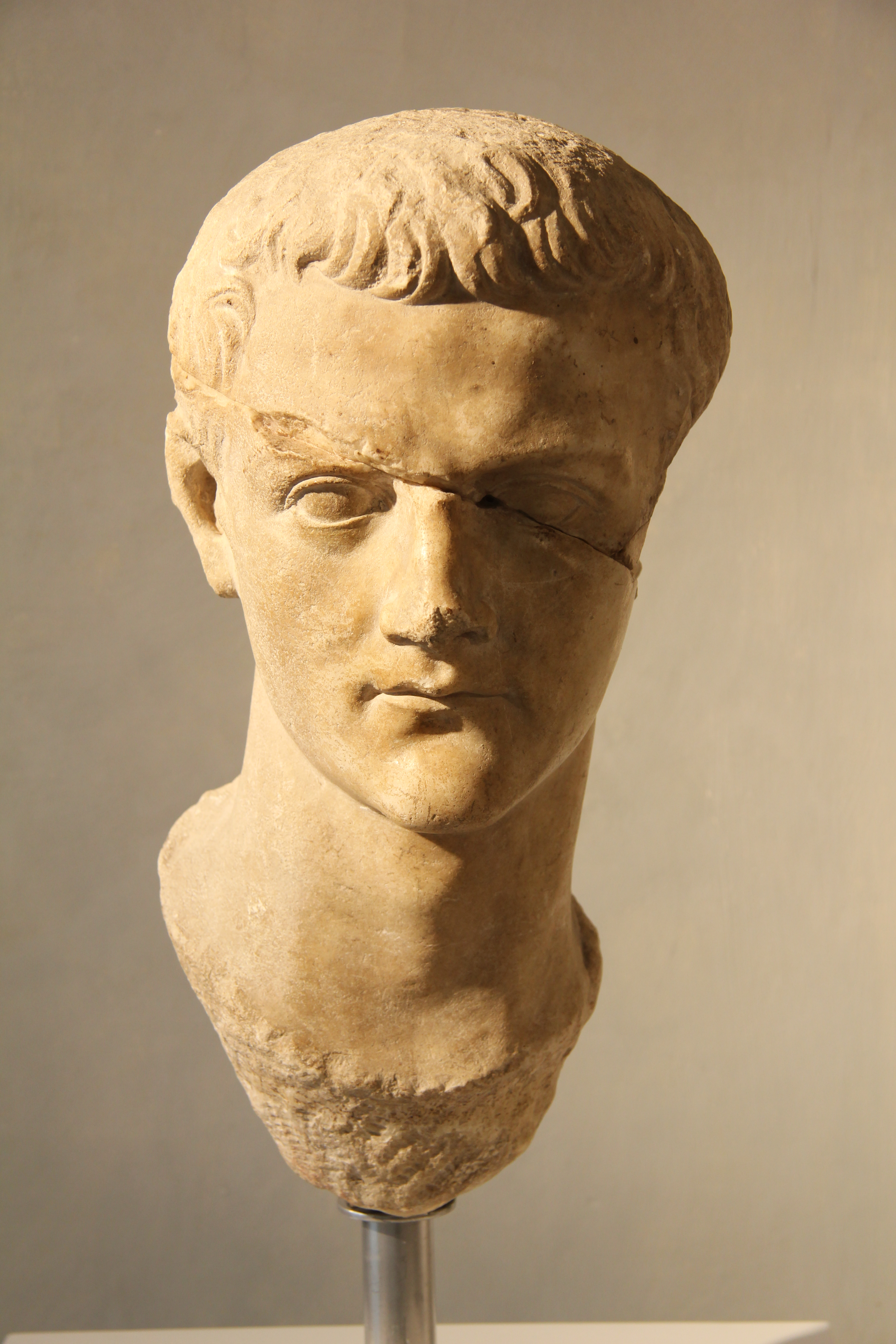
Testa dell'imperatore Caligola appartenente ad una statua oggi perduta

Il ritratto, attribuito a Caligola, collocabile nel I secolo d.C. e più precisamente tra il 37 e il 41 d.C., è stata prodotto da marmo bianco ed è stato lavorato al fine di essere inserito in una statua o in un busto come la sezione conica alla base del collo dimostra. La damnatio memoriae, a cui Caligola è stato sottoposto, rende il manufatto raro e prezioso. La testa è orientata verso destra e i capelli a ciocche terminano in una frangia che si apre a forbice sopra l’occhio sinistro. Il viso asciutto, con mento ben distinto, presenta sopracciglia arcuate e il labbro superiore della bocca è pronunciato. Oggi il ritratto è parzialmente ricomposto, ma la parte posteriore, quella della nuca, è mancante. Il manufatto è danneggiato, inoltre, da tre fratture: una dalla tempia destra allo zigomo, una nella zona cranica sinistra e un taglio netto verticale sul retro che è riconducibile a una probabile iconografia a capite velato.

### Statua di fanciullo con bulla
La statua è databile al I secolo d.C. e il suo stato di conservazione è mutilo, poiché mancante della testa, del braccio destro e della mano sinistra. Rappresenta una figura che, in piedi, insiste sulla gamba destra mentre la sinistra è flessa e leggermente arretrata. La scultura è rivestita di una toga che ricade in panneggi pesanti, che però lasciano trasparire, in alcune zone, l’anatomia della figura e contribuiscono a creare l’effetto chiaroscuro; tra le pieghe il sinus si allunga fino al polpaccio. Sul petto è ben evidente una bulla che denota l’età giovanile del personaggio riprodotto; allo stesso tempo però, sulla sinistra, addossata al plinto è visibile una cista con coperchio e manico che indica il rango di magistrato.

### Statua femminile acefala

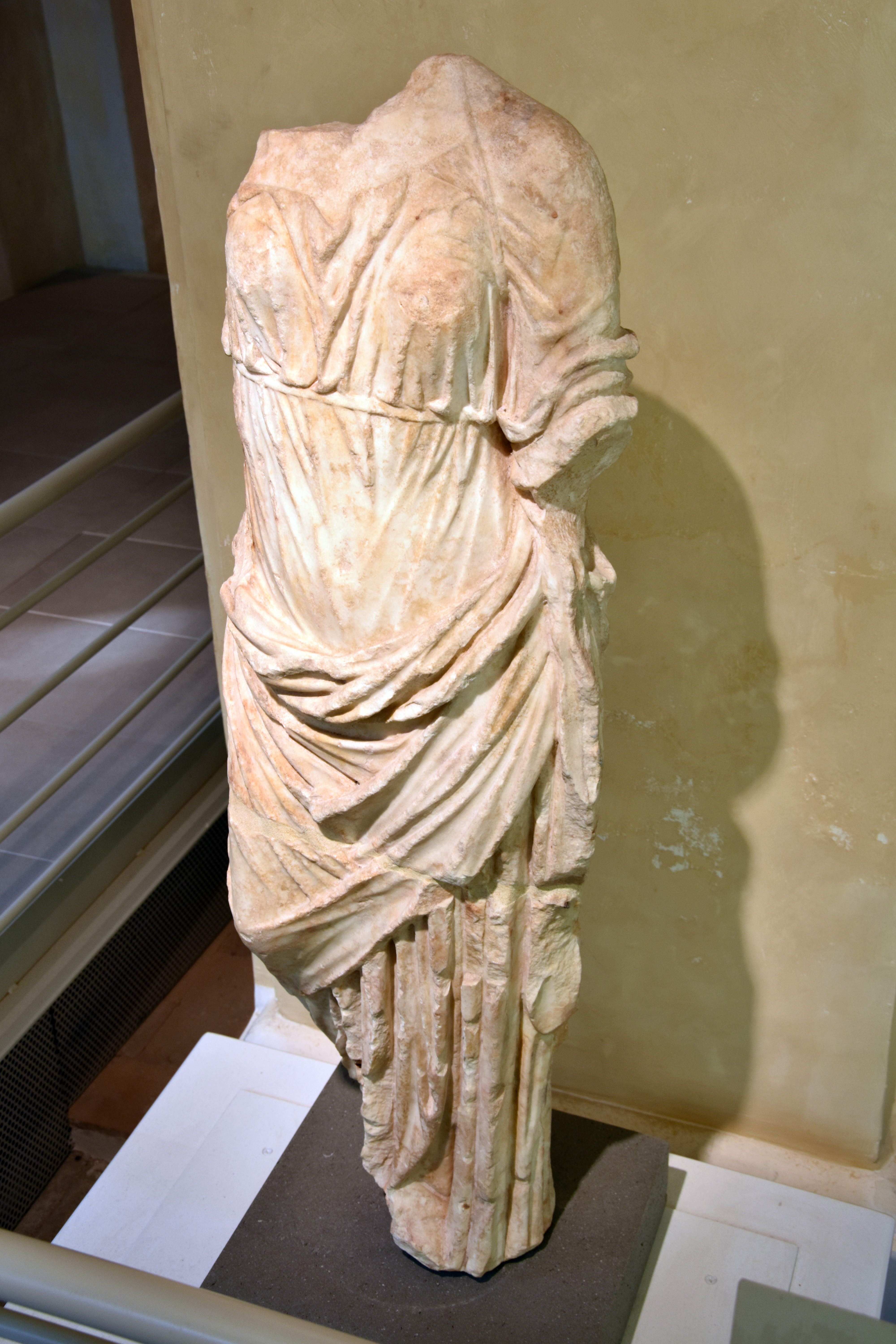
Statua di Fortuna

È stato ipotizzato che la statua raffigurasse la Fortuna o la dea Cerere. Il peso insiste sulla gamba sinistra mentre la gamba destra è piegata e spostata leggermente all’indietro. La figura è avvolta da una tunica fine fermata sotto il seno da una cintura, chiusa da un fiocco al centro della vita. Il capo, ora non più visibile, era originariamente avvolto dalla palla che ricopre completamente la statua lasciando scoperto il braccio destro ed è raccolta invece sul braccio sinistro facendo sì che scenda lungo il fianco. Ai piedi indossa delle alutae. Sono visibili delicati attributi femminili sia in questa statua che nel busto di statua femminile. È mancante della testa e di altre parti anatomiche come il braccio sinistro e la mano destra.

### Busto di statua femminile
La donna appare nobilmente vestita. Si riconoscono i bottoni, tre di questi ben visibili, che fermano la tunica e una sopraveste in cui si nota una bretella con un motivo a spina di pesce che sorregge la stola. Si riconosce anche un mantello che panneggia il braccio sinistro e passa dietro a quello destro. La porzione di schienale che sembra essere presente lascia immaginare che la statua raffigurasse una donna seduta su uno scranno. Purtroppo non sono stare ritrovate le gambe ed altre parti anatomiche come braccia e testa.

### Statua maschile togata
L’oggetto scultoreo è un corpo maschile togato, quasi certamente magistrato. Ciò risulta deducibile dalla presenza di una cista poggiata sul plinto che simboleggia l’istituzione Romana. Si evidenzia la morbidezza e l’eleganza del panneggio che avvolge completamente il corpo fino ai piedi. Le pieghe della toga formano fitte zone di chiaro-scuro. Lo stato di conservazione non è ottimale, infatti la statua presenta mutilazioni alla testa e alle braccia, diverse scheggiature agli orli dei panneggi ma un frammento del braccio è stato riattaccato.

### Statua maschile togata piegata verso destra
La statua presenta la gamba sinistra come perno mentre la destra è leggermente flessa ed arretrata. Indossa una tunica e sopra una toga, che crea grandi panneggi come all’altezza del petto che si ordinano in un motivo a “V”. Si può notare anche il sinus che si arresta al ginocchio destro. La statua ha una leggera torsione del busto verso destra ed è mancante di testa e braccia che erano lavorate a parte. È presente anche una lunga frattura che interessa la parte inferiore della statua.

### Statua maschile togata mutila dei piedi
All’interno del gruppo iconografico degli uomini togati, la statua seguente è sicuramente la più mutila. Presenta infatti la mancanza del capo, del braccio destro, della mano sinistra, dei piedi e anche scheggiature sugli orli dei panneggi. La figura stante frontalmente si erge sulla gamba sinistra mentre la destra è leggermente piegata. La toga risulta avvolgente e forma un ampio sinus aderente alla gamba flessa. Nel lato sinistro il panneggio si appesantisce per essere ripreso sul braccio e ricadere lungo il fianco corrispondente. Appoggiata sul plinto, è riconoscibile una cista, elemento da cui si può dedurre che il personaggio incarni la funzione di magistrato. 
La parte posteriore è solo abbozzata, cosa che ci permette di dedurre che fosse addossata ad una parete.

### Statua maschile togata di grandi dimensioni
Rispetto alle altre statue togate, questa ha dimensioni superiore al vero: è alta infatti più di 2 m. È eretta frontalmente, mutila del capo che era originariamente coperto con la toga. La tunica forma un ricco panneggio a partire dal sinus ampio e articolato in quattro sborsature, che scende sino al polpaccio per poi risalire trasversalmente sulla spalla sinistra. L’orlo inferiore della toga, sollevato all’altezza dei fianchi, lascia intravedere l’anatomia della gamba. Risultano particolarmente evidenti i calcei patricii, annodati al polpaccio, che indossa ai piedi. La statua è, inoltre, mutila delle mani, che erano inserite con due perni, di cui si conserva quello di una mano, e presenta scheggiature lungo gli orli del panneggio.